# Pachydissus furvus
Pachydissus furvus är en skalbaggsart som först beskrevs av Olof Immanuel von Fåhraeus 1872.  Pachydissus furvus ingår i släktet Pachydissus och familjen långhorningar.
Artens utbredningsområde är:
- Angola.
- Malawi.
- Zimbabwe.

Inga underarter finns listade i Catalogue of Life.